# Federazione Internazionale Pallacanestro
La Fédération Internationale de Basketball (International Basketball Federation) (it. Federazione Internazionale Pallacanestro), originariamente Fédération Internationale de Basketball Amateur (it. Federazione Internazionale Dilettantistica di Pallacanestro), anche nota con l'acronimo FIBA, è l'organismo di governo della pallacanestro mondiale.
Fondata a Ginevra, in Svizzera, nel 1932 per iniziativa di otto federazioni nazionali di pallacanestro (sette europee più quella argentina; gli Stati Uniti, Paese dove fu inventata la disciplina, aderirono solo due anni più tardi), oggi ne raggruppa 215 per più di 450 milioni di giocatori in tutto il mondo.
Inoltre la FIBA è riconosciuta come la sola organizzazione di pallacanestro mondiale dal Comitato Olimpico Internazionale.
La FIBA è suddivisa in cinque zone continentali: FIBA Africa, FIBA Americas, FIBA Asia, FIBA Europe, e FIBA Oceania.
La FIBA ha la responsabilità di organizzare i Mondiali maschili e femminili (nonché le edizioni giovanili), il torneo olimpico e, attraverso le sue zone, le manifestazioni continentali a squadre e di club.

## Ruolo
La FIBA stabilisce le regole ufficiali della pallacanestro, le specifiche per le attrezzature e tutte le regolamentazioni esecutive che devono essere applicate a tutte le competizioni internazionali ed Olimpiche, per le quali la FIBA stabilisce il sistema di competizione.
Inoltre la FIBA controlla e governa gli appuntamenti degli arbitri internazionali, regola il trasferimento di giocatori da un paese ad un altro, infine, controlla e governa tutte le competizioni internazionali.
La FIBA Central Board è il massimo organo esecutivo della FIBA e si raduna due volte all'anno.

## Leggi eGovernance
La sede centrale della FIBA si trova a Mies, in Svizzera, ed è conosciuta come Patrick Baumann House of Basketball, dal nome dell’ex segretario generale dell’organizzazione.

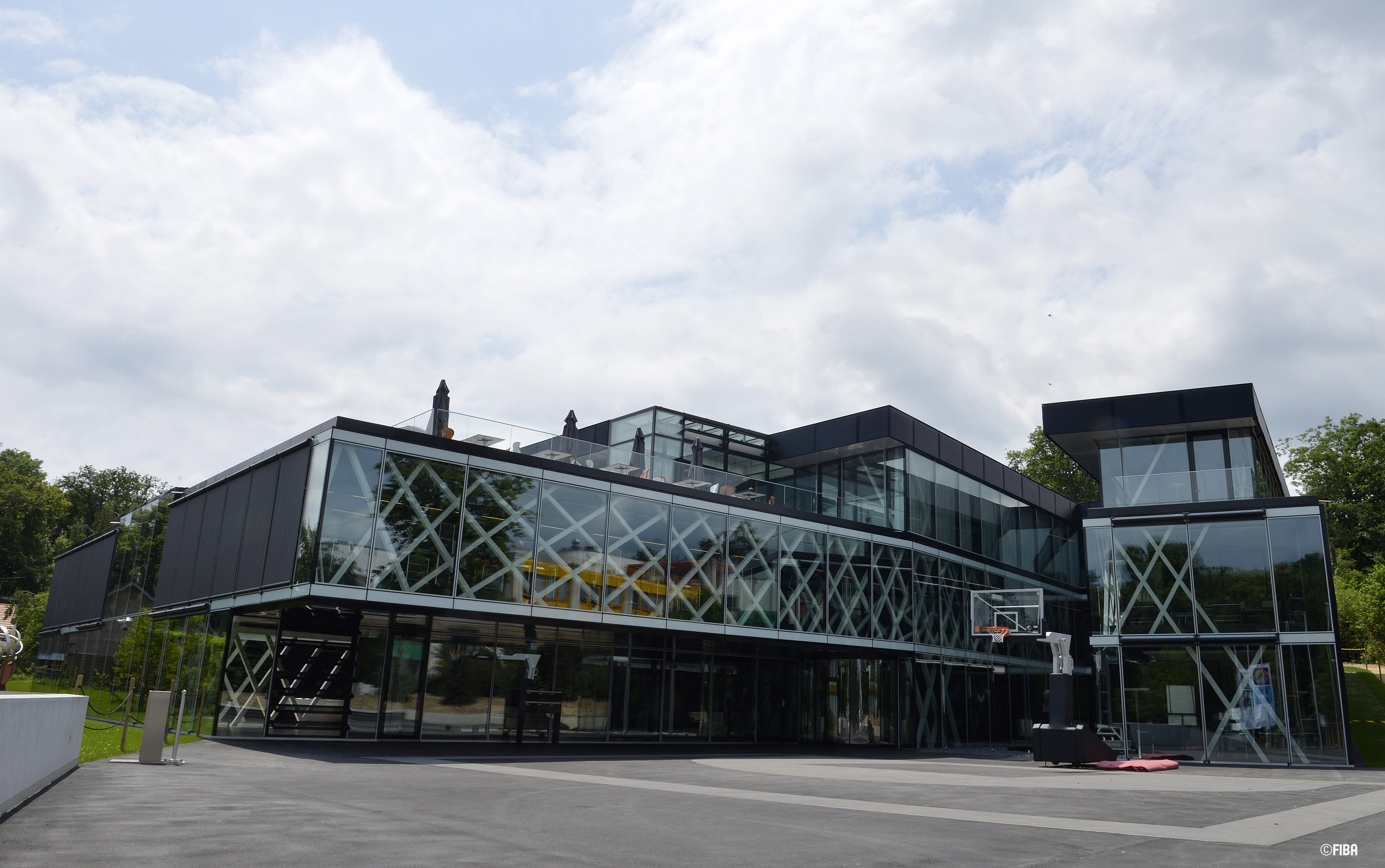
Sede della FIBA a Mies, Svizzera

L’organo supremo della FIBA è il Congresso FIBA, un’assemblea composta dai rappresentanti di ogni federazione nazionale affiliata, ognuna con diritto a un voto. Il Congresso si riunisce ogni due anni, come congresso elettivo o di metà mandato, ed è l’unico organo che può apportare modifiche allo Statuto Generale della FIBA. Un congresso elettivo elegge il Presidente della FIBA, il Tesoriere e i membri del Consiglio Centrale della FIBA, oltre a nominare i membri dei Comitati per l’Etica e le Nomine. Dal 1989 si sono tenuti due congressi straordinari, l’ultimo dei quali nel 2014 .
Il Consiglio Centrale della FIBA è il massimo organo esecutivo dell’organizzazione. È composto da 29 membri: il presidente; il segretario generale; il tesoriere; 13 membri eletti dal Congresso FIBA; i 5 presidenti di ciascuna zona FIBA; fino a sei membri cooptati; un rappresentante della National Basketball Association e uno dei giocatori. È il Consiglio a decidere quali Paesi ospiteranno la FIBA Basketball World Cup e la FIBA Women's Basketball World Cup. Il Consiglio Centrale in carica per il periodo 2023-2027 è composto da 27 membri.
Il presidente e il segretario generale sono le principali figure dirigenziali della FIBA e si occupano dell’amministrazione quotidiana. Sheikh Saud Ali Al Thani è stato eletto presidente il 23 agosto 2023 durante il Congresso FIBA. Andreas Zagklis è stato nominato segretario generale l’8 dicembre 2018, dopo la scomparsa di Patrick Baumann
.

## Struttura

### Cinque zone e 212 federazioni nazionali

La FIBA divide il mondo in 5 zone, ciascuna basata approssimativamente su un continente.

Ci sono cinque zone in cui la FIBA supervisiona il gioco nei diversi continenti e regioni del mondo attraverso i suoi uffici regionali nell'ambito della sua nuova struttura di governance, che è stata approvata dal Congresso straordinario della FIBA del 2014 a Istanbul. Le federazioni nazionali sono membri della FIBA e sono previste negli Statuti Generali della FIBA con le loro zone assegnate. Lo Statuto prevede inoltre che, al momento dell'ammissione di una federazione nazionale alla FIBA, ad essa viene assegnata una zona dal Consiglio Centrale.
- FIBA Africa (54 membri)
- FIBA Americas (42 membri)
- FIBA Asia (44 membri)
- FIBA Europe (50 membri)
- FIBA Oceania (22 membri)

La FIBA riconosce 212 federazioni nazionali; vedere l'elenco delle squadre nazionali di basket maschile e l'elenco delle squadre nazionali di basket femminile. A differenza di altre organizzazioni sportive, la FIBA riconosce la British Basketball Federation come unico organo di governo del basket in Gran Bretagna, a seguito di una fusione nel 2016 tra le federazioni di basket di due delle quattro Home Nations del Regno Unito (Inghilterra e Scozia).
Il Galles aveva rifiutato la proposta di fusione nel 2012, ma ha accettato nel 2015. Anche diversi membri della FIBA Oceania, in particolare Australia e Nuova Zelanda, competono in tornei asiatici.
Nel 2021, il Perù è stato disaffiliato dalla FIBA dopo essere stato sospeso nel 2018.

## Date chiave
- Dicembre 1891: la pallacanestro è inventata a Springfield, Massachusetts, USA, dal Dr. James Naismith.
- 18 giugno 1932: la FIBA è fondata dalle seguenti otto federazioni nazionali: Argentina, Cecoslovacchia, Grecia, Italia, Lituania, Portogallo, Romania e Svizzera.
- 1º agosto 1936: la pallacanestro è giocata per la prima volta ai Giochi Olimpici della XI Olimpiade in Berlino.
- 22 ottobre 1950: Il primo Campionato del mondo per uomini si apre a Buenos Aires, Argentina.
- 7 marzo 1953: Il primo Campionato del mondo per donne si apre Santiago del Cile.
- 1956: la sede si trasferisce a Monaco di Baviera; tornerà a Ginevra nel 2002.
- 8 aprile 1989: il Congresso Mondiale della FIBA decide di eliminare il distinguo tra amatoriale e professionale, rendendo tutti i giocatori di pallacanestro eleggibili per le competizioni FIBA.
- 1991: il Centenario della pallacanestro è celebrato da una stima di 350 milioni di giocatori di pallacanestro in tutto il mondo. Le celebrazioni finiscono nel luogo di nascita della pallacanestro, a Springfield, Massachusetts, USA.
- Luglio 1992: Per la prima volta, giocatori professionisti partecipano ai Giochi Olimpici a Barcellona 1992.
- Gennaio 2002: la FIBA conta 211 federazioni membri, con circa 400 milioni di giocatori.
- Marzo 2003: la FIBA conta 212 federazioni membri.
- Agosto 2006: con l'ingresso del Montenegro come stato unico, la FIBA conta 213 federazioni nazionali membri.
- 18 giugno 2007: la FIBA festeggia 75 anni di vita.
- 12 settembre 2007: nell'ambito del FIBA EuroBasket 2007, viene inaugurata ad Alcobendas, Spagna, la FIBA Hall of Fame, con l'introduzione inaugurale di 20 tra giocatori, allenatori, arbitri e contributori.

## Presidenti
Nell'agosto del 1936, durante le Olimpiadi di Berlino 1936, la FIBA riconobbe all'inventore della pallacanestro, James Naismith, il titolo di "Presidente Onorario" della Federazione.
| Mandato        | Nome                      |
| -------------- | ------------------------- |
| 1932–1948      | Léon Bouffard             |
| 1948–1960      | Willard Greim             |
| 1960–1968      | Antonio dos Reis Carneiro |
| 1968–1976      | Abdel Moneim Wahby        |
| 1976–1984      | Gonzalo Puyat             |
| 1984–1990      | Robert Busnel             |
| 1990–1998      | George E. Killian         |
| 1998–2002      | Abdoulaye Seye Moreau     |
| 2002–2006      | Carl Men Ky Ching         |
| 2006–2010      | Robert Elphinston         |
| 2010–2014      | Yvan Mainini              |
| 2014–2019      | Horacio Muratore          |
| 2019–2023      | Hamane Niang              |
| 2023–in carica | Saud Ali Al Thani         |

### Segretario Generale
| Mandato        | Nome                 |
| -------------- | -------------------- |
| 1932–1976      | Renato William Jones |
| 1976–2003      | / Borislav Stanković |
| 2003–2018      | Patrick Baumann      |
| 2018–in carica | Andreas Zagklis      |